# La Varenne, Maine-et-Loire

La Varenne este o comună în departamentul Maine-et-Loire, Franța. În 2009 avea o populație de 1,719 de locuitori.